# Ingeborg Ståhl
Ingeborg Amanda Sofia Ståhl (ursprungligen Söderberg), född den 8 mars 1878 i Stockholm, död den 14 augusti 1953, var en svensk skådespelare.
Ståhl var bland annat verksam vid Folkteatern och Intima teatern i Stockholm. Hon var från 1913 gift med skådespelaren Albert Ståhl. De är begravda på Skogskyrkogården i Stockholm.

## Filmografi
- 1917 – Alexander den Store

## Teater

### Roller (ej komplett)
| År   | Roll                     | Produktion                                                                                          | Regi           | Teater           |
| ---- | ------------------------ | --------------------------------------------------------------------------------------------------- | -------------- | ---------------- |
| 1914 | Dora                     | Herr Dardanell och hans upptåg på landet August Blanche                                             |                | Folkteatern      |
| 1914 |                          | Diamantstölden Otto Witt                                                                            |                | Folkteatern      |
| 1914 |                          | En kaféflicka Björn Hodell                                                                          |                | Folkteatern      |
| 1915 | Fröken Mützelmann        | Fröken Trallala (Fräulein Trallala) Jean Gilbert, Georg Okonkowski och Leo Leipziger                |                | Folkteatern      |
| 1915 |                          | Kring kvinnan                                                                                       |                | Folkteatern      |
| 1915 |                          | Lika barn leka bäst Sigurd Wallén                                                                   |                | Folkteatern      |
| 1915 |                          | Tattar-Ingrid Algot Sandberg                                                                        | Algot Sandberg | Folkteatern      |
| 1915 |                          | I mobiliseringstider Gustav von Moser                                                               |                | Folkteatern      |
| 1915 |                          | Hattmakarens bal Selfrid Kinmanson                                                                  |                | Folkteatern      |
| 1915 | Eleven                   | Skyldig eller oskyldig (Skyldig eller uskyldig ?) Julius Magnussen                                  |                | Folkteatern      |
| 1916 | Medverkande              | Här jobbas, revy Otto Hellkvist                                                                     |                | Folkteatern      |
| 1916 |                          | Frun av stånd och frun i ståndet Frans Hedberg                                                      |                | Folkteatern      |
| 1917 | Eugenie                  | Mästertjuven (Le Costaud des Épinettes) Tristan Bernard och Alfred Athis                            | Einar Fröberg  | Djurgårdsteatern |
| 1917 | Petra                    | Socorros inackorderingar (El padrón municipal) Miguel Ramos Carrión och Vital Aza                   | Einar Fröberg  | Intima teatern   |
| 1917 | Fru Hedvig Sofia Contant | Kapten Puff eller Storprataren Olof Kexél                                                           | Rune Carlsten  | Intima teatern   |
| 1918 | Syster Felicité          | Syster Beatrice (Sœur Beatrice) Maurice Maeterlinck                                                 | Einar Fröberg  | Intima teatern   |
| 1918 | Edvard                   | Richard III (The Tragedy of Richard the Third) William Shakespeare                                  | Einar Fröberg  | Intima teatern   |
| 1918 | Claire                   | Den röde André Mikael Lybeck                                                                        | Rune Carlsten  | Intima teatern   |
| 1918 | Maud                     | Fröken X, Box 1742 (Wanted, a Husband) Cyril Harcourt                                               | Albert Ståhl   | Djurgårdsteatern |
| 1919 | Damen i grått            | Ett experiment Hjalmar Bergman                                                                      | Einar Fröberg  | Intima teatern   |
| 1919 | Hanna                    | Nöddebo prästgård (Nøddebo Præstegaard) Elith Reumert                                               | Josua Bengtson | Intima teatern   |
| 1919 | Tredje hovdamen          | Furstens återkomst August Brunius                                                                   | Einar Fröberg  | Intima teatern   |
| 1919 | Dora Ordeyne             | En gammal ungkarls moral (The Morals of Marcus) William J. Locke                                    | Albert Ståhl   | Intima teatern   |
| 1919 |                          | Fästmanssoffan Georg Nordensvan                                                                     | Albert Ståhl   | Djurgårdsteatern |
| 1919 | Sophie                   | Den nya garnisonen (Les Femmes soldats ou La Forteresse mal défendue) Louis Angely och C.G. Etienne | Josua Bengtson | Intima teatern   |
| 1920 | Stine Järnkrämare        | Barnsölet (Barselstuen) Ludvig Holberg                                                              | Rune Carlsten  | Intima teatern   |
| 1920 | Raymonde                 | Aigretten (L’aigrette) Dario Niccodemi                                                              | Einar Fröberg  | Intima teatern   |
| 1921 | Ginette Varenne          | Dygdens stig (Les Sentiers de la vertu) Robert de Flers och Gaston Arman de Caillavet               | Einar Fröberg  | Intima teatern   |
| 1922 |                          | Tatlows hemlighet (The Middleman) Henry Arthur Jones                                                | Albert Ståhl   | Centralteatern   |
| 1922 |                          | Kameliadamen (La Dame aux camélias) Alexandre Dumas d.y.                                            | Albert Ståhl   | Centralteatern   |